# Dubravka Šuica
Dubravka Šuica, hrvaška političarka, * 20. maj 1957, Dubrovnik
Šuica je nekdanja županja Dubrovnika. Med letoma 2001 in 2011 je bila poslanka v hrvaškem Saboru. Je članica Hrvaške demokratične skupnosti (HDZ) Leta 2013 je ob vstopu Hrvaške v Evropsko unijo začela opravljati funkcijo poslanke v Evropskem parlamentu. Leta 2014 je postala evropska komisarka za demokracijo in demografijo in ob enem podpredsednica Evropske komisije, ki jo je vodila Ursula von der Leyen. Za komisarko je bila ponovno imenovana leta 2024, ko ji je bil dodeljen resor za Sredozemlje.

## Mladost in županovanje
Šuica se je rodila v Dubrovniku, kjer je obiskovala tudi osnovno in srednjo šolo. Leta 1981 je na Filozofski fakuleti zagrebške univerze diplomirala iz angleščine in nemščine, ki ju je naslednja leta poučevala na dubrovniških osnovnih in srednjih šolah.
Leta 1996 je postala ravnateljica Gimnazije Dubrovnik, ki jo je vodila do leta 2001, ko je bila imenovana za županjo mesta Dubrovnik. Mandat je nadaljevala tudi leta 2005, ko je bila razglašena za županjo leta na Hrvaškem. Naslednje leto je pristala na lestvici na lestivici TOP 10 županov sveta, leta 2009 pa prejela mednarodno priznanje županja leta, ki ga podeljuje Mednarodno združenje humanistov. Tega leta so na hrvaškem župane prvič izbirali neposredno na volitvah. Takrat jo je naprej v prvem, nato pa še v drugem krogu porazil Andro Vlahušić. Kljub nagradam je njeno županovanje pretreslo nekaj afer, med njimi je bila medijsko najbolj izpostavljena prenova občinskega stranišča v izmeri 16 m2, za katerega je občina porabila okoli 62.000 €.

## Politika
Leta 1990 se je Šuica pridružila Hrvaški demokratski skupnosti HDZ. Z letom 1998 je prevzela vodenje dubrovniškega odbora stranke ter nekaj mandatov delovala tudi kot svetnica Dubravčko-neretvanske županije ter mestna svetnica Dubrovnika. Od leta 2001 do 2011 je bila poslanka v Saboru. Leta 2012 je v stranki prevzela podpredsedniško mesto.

### Evropska poslanka
Ob vstopu Hrvaške v Evropsko unijo, je bila leta 2013 izvoljena za poslanko v Evropskem parlamentu. Ponovno je bila izvoljena na rednih volitvah leta 2014 in na volitvah 2019. Od prve izvolitve je vodja delegacije HDZ v Evropskem parlamentu. V letih, ko je bila poslanka je delovala v več delovnih skupinah, med letoma 2013 in 2019 je bila podpredsednica odbora EP za odnose z Bosno in Hercegovino ter Kosovom, med letoma 2017 in 2019 pa tudi podpredsednica Odbora za zunanje zadeve EP.

### Evropska komisarka
10. septembra 2019 je novoizvoljena predsednica Evropske komisije Ursula von der Leyen sporočila, da bo v novi postavi Evropske komisije Dubravka Šuica zasedla enega od podpredsedniških mest, kot komisarki pa ji je zaupala še resor za demokracijo in demografijo. 
Nekaj dni pred zaslišanjem so v javnost prišli podatki o zasebnem premoženju Šuice. Le-tega naj bi bilo za več kot 5 milijonov evrov. Hrvaški mediji so poročali, da je še pred petnajstimi leti Šuica z možem živela v manjšem dubrovniškem stanovanju in posedovala avto Renault 9, zato je bilo začudenje o porasti premoženja v nekaj letih zelo sumljivo. Med njenim prijavljenim premoženjem je bilo več nepremičnin na Hrvaškem, med njimi vila v Dubrovniku, hiša v Cavtatu ter na Pelješcu, stanovanji v Dubrovniku in Zagrebu. Poleg tega naj bi imela v sosednji Bosni in Hercegovini tudi hišo, v voznem parku pa tri avtomobile in jahto. Dubravka Šuica se je na očitke odzvala le z objavo na Twitterju, ki je prikazovala omenjeno hišo v Cavtatu, ki je nedokončana. Govorice o petih milijonih premoženja je ocenila za lažne novice ter da je premoženje, ki ga z možem imata, predvsem od njegovega dela na plovbah.
Zaradi nepojasnjenega premoženja je bila v zraku tudi potrditev Šuice za evropsko komisarko pred delovnim odborom Evropskega parlamenta.. Na zaslišanju, ki je potekalo 4. oktobra 2019, se ni mogla izogniti vprašanjem o izvoru premoženja. Ponovila je stališče o plači njegovega moža in neresnicam v medijih. Analitiki so njene odgovore glede resornih vprašanj (demokracije in demografije) označili za nejasne in splošne. Kljub slabšemu vtisu je dobila potrditev odbora.
Hrvaška je Dubravko Šuico za svojo komisarsko kandidatko nominirala tudi po evropskih volitvah leta 2024. Predsednica Evropske komisije Ursula von der Leyen ji je dodelila novi resor za Sredozemlje.

## Nagrade
- 2009 - županja sveta – Zlatna povelja „Linus Pauling” z Zlato značko
- 2006 - TOP 10 županov sveta (World Mayor Award – City Mayors)
- 2005 - vitez Evropskega vinskega viteškega reda, Hrvaški viteški konzulat – Evropski vinski viteški red
- 2005 - županja leta, Turistički cvijet - Kvaliteta za Hrvaško